# Overton-Fenster

Das Overton-Fenster

Als Overton-Fenster wird der Rahmen an Ideen bezeichnet, die man im öffentlichen Diskurs bzw. im aktuellen Klima der öffentlichen Meinung als politisch akzeptabel ansieht und empfehlen kann, ohne als zu extrem zu wirken, um zum Beispiel ein öffentliches Amt zu bekleiden. Das Konzept wird auf der ganzen Welt angewandt, insbesondere von politischen Analytikern, zum Beispiel zur Evaluation und Einschätzung von Sachverhalten. Ein verwandter Begriff ist der Meinungskorridor.

## Begriffsentwicklung
Der Name leitet sich von dem Begründer dieser Theorie Joseph P. Overton (1960–2003) ab, einem US-amerikanischen Anwalt und ehemaligen Vizepräsidenten des Mackinac Center for Public Policy. Overton behauptete, die politische Lebensfähigkeit einer Idee hinge hauptsächlich davon ab, ob sie in dieses Modell passe, und nicht so sehr davon, den individuellen Präferenzen der Politiker gemäß konzipiert zu sein.

## Definition
Overton beschrieb eine Bandbreite von „mehr Freiheit“ bis „weniger Freiheit“ in Bezug auf staatliche Eingriffe, die senkrecht auf einer Achse angeordnet werden, um einen Vergleich mit dem politischen Spektrum von links nach rechts zu vermeiden. Wenn sich das Spektrum bewegt oder erweitert wird, kann eine Idee an einem bestimmten Ort mehr oder weniger politisch akzeptabel werden. Nach dem politischen Sprecher Joshua Treviño lässt sich das Fenster gemäß dem Grad der Akzeptanz öffentlicher Ideen in folgende grob gefasste Bereiche unterteilen:
- undenkbar
- radikal
- akzeptabel
- sinnvoll
- populär
- Staatspolitik

## Bedeutung
Das Overton-Fenster ist ein Ansatz, um zu bestimmen, welche Ideen den Bereich der Akzeptanz innerhalb der möglichen Regierungspolitik einer Demokratie definieren. Befürworter von Postulaten außerhalb des Fensters (Framing) versuchen, die Öffentlichkeit zu überzeugen oder sie zu beeinflussen, um das Fenster zu verschieben und/oder zu erweitern. Befürworter der gegenwärtigen oder ähnlicher Standards versuchen innerhalb des Fensters die Menschen davon zu überzeugen, dass die außerhalb liegende Politik als inakzeptabel betrachtet werden sollte.
Das Overton-Fenster geht von der Frage aus, warum so viele neue und plausible Ideen nicht ernst genommen werden. Overton stellte fest, dass Politiker, die wiedergewählt werden wollen, sich keine Antworten leisten wollen oder können, die als extrem gelten. Der Rahmen des Akzeptablen sollte nicht gesprengt werden. In diesem „Annehmlichkeitsfenster“ finden sich akzeptable Vorhaben, die von Experten oder Wissenschaftlern abgesegnet wurden, die durch Statistiken abgesichert und belegbar sind, die gute Chancen haben, in die Gesetzgebung aufgenommen zu werden, und letztlich von vielen Wählern mitgetragen werden.
Politische Vorhaben, die innerhalb des Overton-Fensters liegen, gelten als konsens- oder mehrheitsfähig.
Nach Overtons Tod haben andere das Konzept der Anpassung des Fensters durch die bewusste Förderung von Ideen außerhalb des „äußeren Rands“ untersucht mit der Absicht, weniger extreme Ideen durch Vergleich akzeptabel zu machen. Die Door-in-the-face-Technik der Überredung funktioniert ähnlich.
Extreme politische Ansätze loten – u. a. durch Populismus, Propaganda, Suggestion oder Manipulation, aber auch Motivation zur Veränderung und neue Ideen – Positionen außerhalb des Overton-Fensters aus, um zu sehen, ob sich hier neue Mehrheiten einfinden. Positiv aufgenommene Narrative außerhalb des Overton-Fensters können dann Paradigmenwechsel initiieren.